# Thomas Oppermann
Thomas Oppermann (/ˈtoːmas ˈɔpərmann/) est un homme politique allemand, né le 27 avril 1954 à Warendorf et mort le 25 octobre 2020 à Göttingen. Il est membre du Parti social-démocrate d'Allemagne (SPD).
Député au Landtag de Basse-Saxe entre 1990 et 2005, il est ministre de la Science et de la Culture du Land de 1998 à 2003. En 2005, il devient député fédéral au Bundestag, puis secrétaire général du groupe SPD deux ans plus tard. À la suite des élections de 2013, il en prend la présidence. Après les élections de 2017, il devient vice-président du Bundestag.

## Biographie

### Jeunesse
Né en Rhénanie-du-Nord-Westphalie, il passe son Abitur en 1975 à Einbeck, en Basse-Saxe. Alors qu'il entreprend des études de philologie allemande et anglaise à l'université Eberhard Karl de Tübingen, en Bade-Wurtemberg, il est appelé dans le cadre de la conscription.
Il refuse cependant d'effectuer son service militaire et passe deux ans en service civil auprès de l'Action Réconciliation Service pour la paix (ASF) aux États-Unis entre 1976 et 1978. À cette occasion, il travaille avec le syndicat des ouvriers agricoles immigrés UFW, affilié à l'AFL-CIO.
De retour en Allemagne de l'Ouest, il entre à l'université de Göttingen pour y suivre des études de droit. Adhérent au SPD à partir de 1980, il obtient son premier diplôme juridique d'État trois ans plus tard, passant le second avec succès en 1985. L'année suivante, il devient juge administratif, profession qu'il exerce jusqu'en 1990.

### Débuts en politique
Après avoir été désigné, en 1989, président du SPD de l'arrondissement de Göttingen, il est élu en 1990 député régional au Landtag de Basse-Saxe dans la vingt-deuxième circonscription. Alors que le SPD vient de retrouver le pouvoir, il est désigné porte-parole du groupe parlementaire pour la Justice. Il est réélu dans sa circonscription en 1994, conservant ses fonctions parmi les députés sociaux-démocrates.

### Figure du SPD de Basse-Saxe
À la suite des élections régionales de février 1998, au cours desquelles il conserve son siège, Thomas Oppermann est nommé ministre de la Science et de la Culture par le ministre-président de l'époque, Gerhard Schröder. Quand ce dernier devient chancelier fédéral, en octobre suivant, le ministre régional de l'Intérieur Gerhard Glogowski prend sa succession et maintient Oppermann. Celui-ci est également confirmé lorsque Glogowski, mis en cause par la justice, abandonne ses fonctions au profit de Sigmar Gabriel, en décembre 1999.
Les élections régionales du 2 février 2003 marquant la victoire des chrétiens-démocrates et la formation d'une coalition noire-jaune, il passe dans l'opposition. Bien que battu dans sa circonscription, désormais redécoupée, il est réélu grâce au scrutin de liste et devient alors porte-parole du groupe SPD pour l'Économie.

### Carrière fédérale
Aux élections fédérales anticipées du 18 septembre 2005, il se présente dans la cinquante-troisième circonscription fédérale, qui comprend l'arrondissement de Göttingen. Avec un résultat de 46,8 % des voix, il est élu au Bundestag et devient membre de la commission parlementaire de l'Éducation, de la Recherche et de l'Évaluation de l'impact de la technologie.
Lorsque Olaf Scholz devient ministre fédéral du Travail dans le premier gouvernement de la chrétienne-démocrate Angela Merkel le 21 novembre 2007, Thomas Oppermann est choisi, cinq jours plus tard, par ses collègues pour lui succéder en tant que secrétaire général du groupe parlementaire (Ersten Parlamentarischen Geschäftsführer). Réélu avec 36,8 % des suffrages, soit deux points de plus que son adversaire de la CDU, aux élections fédérales du 27 septembre 2009, il est maintenu à son poste dans le groupe SPD, qui passe dans l'opposition après avoir réalisé le pire score de son histoire.
À l'occasion des élections fédérales du 22 septembre 2013, il conquiert un troisième mandat, avec un score de 40,4 %, trois points de mieux que son principal opposant, chrétien-démocrate. Le SPD et la CDU/CSU ayant entamé des négociations de grande coalition, il est reconduit dans ses fonctions à l'ouverture de la législature, le 22 octobre suivant.
Finalement, le 16 décembre, il est porté à la présidence du groupe SPD au Bundestag par 91 % des suffrages exprimés, en remplacement de Frank-Walter Steinmeier, appelé à devenir ministre fédéral des Affaires étrangères.

### Mort
Thomas Oppermann meurt à Göttingen le 25 octobre 2020, à l'âge de 66 ans, au lendemain d'un malaise sur le plateau de la chaîne de télévision publique ZDF. Sa mort est confirmée publiquement par le ministre fédéral du Travail Hubertus Heil,. Il est enterré au Stadtfriedhof de Göttingen.